# エクスカバータ
エクスカバータ (Excavata) は、真核生物の仮説上の系統群の一つ。1999年にその存在が示唆され、2002年に正式に提案された。しかしその後の研究では単系統性は支持されず、2021年現在、メタモナダ、ディスコバ、マラウィモナス類の3つの系統群に解体されている。自由生活性のものから、共生性、寄生性のものも存在する。例えばヒトに寄生するジアルジアやトリコモナスはエクスカバータに含まれる。

## 特徴
大部分のエクスカバータは単細胞の鞭毛虫で、従属栄養性である。ただしユーグレノゾアの一部は葉緑体を持ち光合成を行う（→ユーグレナ藻）。エクスカバータの多くは通常、2、4、ないしそれ以上の鞭毛を持ち、細胞口前方が微小管で裏打ちされているという独特の微細構造で特徴づけられる。しかしこれらの特徴を2次的に喪失した種も存在する。アクラシス科のみが一時的に多細胞性を示す。
エクスカバータの一部のものは、典型的なミトコンドリアを欠いており、「無ミトコンドリア」とも言われるが、そうした種でも多くはミトコンドリアに由来する器官を持つ（ハイドロジェノソームやマイトソームなど）。ミトコンドリアを持つ種では、クリステの形状はチューブ状か、ディスク状（→盤状クリステ類）、または層状である。

## 細胞膜
エクスカバータはいくつかの嫌気性グループ（メタモナダなど）を含む。これら嫌気性生物の細胞膜は好気性の真核生物に比べると不明点が多い。例えば、好気性の真核生物はステロールとよばれる化学物質を普遍的にもっている。ステロールは細胞膜の流動性などを調節し、真核細胞の機能維持に必須の役割を担っている。しかし、ステロールの生合成には酸素分子が必要となるため、嫌気性の真核生物はステロールを自身で合成することができない。一部の嫌気性エクスカバータは、構造的に近く酸素分子を合成に必要としないテトラヒマノール（tetrahymanol）と呼ばれる代替物質を利用することが知られている。しかし、テトラヒマノールを含め類似の化学物質（トリテルペノイド）が一切見つかっていない種も存在する（Kipferlia bialataなど）。そのため、これらの嫌気性エクスカバータがどのように細胞膜の働きを調整しているのか、はっきりと分かっていない。

## 真核生物内での位置付け
エクスカベート類は、しばしば最も原始的な真核生物だと考えられ、他の真核生物に対して側系統的とされることもある。しかしこうした位置付けは、他の無ミトコンドリア生物について見られるのと同様の長枝誘引による見かけ上のものである可能性があり、エクスカベート類が後生的な位置に現れる系統解析もある。アンキロモナス類 (Ancyromonadida) がマラウィモナス類と近縁の可能性があるが、確定していない。

## 分類
上述の通り、メタモナダ、ディスコバ、マラウィモナス類に現在のところ解体されている。
|                         | Phylum/Class               | 例                     | Description |
| ----------------------- | -------------------------- | ---------------------- | --- |
| Discoba or JEH or Eozoa | Tsukubea                   | Tsukubamonas           | |
| Discoba or JEH or Eozoa | Euglenozoa                 | Euglena, Trypanosoma   | Many important parasites, one large group with plastids (chloroplasts)                                          |
| Discoba or JEH or Eozoa | Heterolobosea (Percolozoa) | Naegleria, Acrasis     | Most alternate between flagellate and amoeboid forms                                                            |
| Discoba or JEH or Eozoa | Jakobea                    | Jakoba, Reclinomonas   | Free-living, sometimes loricate flagellates, with very gene-rich mitochondrial genomes                          |
| Metamonada or POD       | Preaxostyla                | Oxymonads, Trimastix   | Amitochondriate flagellates, either free-living (Trimastix, Paratrimastix) or living in the hindguts of insects |
| Metamonada or POD       | Fornicata                  | Giardia, Carpediemonas | Amitochondriate, mostly symbiotes and parasites of animals.                                                     |
| Metamonada or POD       | Parabasalia                | Trichomonas            | Amitochondriate flagellates, generally intestinal commensals of insects. Some human pathogens.                  |
| Neolouka                | Malawimonadida             | Malawimonas            | |

過去の分類については下を参照。
Adl et al. (2012)より。
- メタモナダ (メタモナス類) Metamonada - ほとんどが無ミトコンドリア生物で、動物の共生体。
  - フォルニカータ Fornicata
    - ディプロモナス類 Diplomonadida
      - ヘキサミタ亜科 Hexamitinae
      - ジアルジア亜科 Giardiinae - ランブル鞭毛虫 Giardia lamblia など。

    - レトルタモナス類 Retortamonadida
    - ‘Carpediemonas-like organisms’ - 側系統。

  - パラバサリア Parabasalia
    - トリコモナス綱 Trichomonadea - トリコモナス類 Trichomonadida など。
    - Hypotrichomonadea
    - Tritrichomonadea
    - Cristamonadea
    - Trichonymphea
    - Spirotrichonymphea

  - プレアクソスティラ Preaxostyla
    - オキシモナス類 Oxymonadida
    - トリマスティクス Trimastix
- マラウィモナス Malawimonas
- ディスコバ Discoba
  - ジャコバ類 Jakobida - 他のほとんどの原生生物と同様に管状クリステを持つ。
    - ジャコバ Jakoba
    - ヒスチオナ科 Histionidae
    - アンダルシア Andalucia

  - 盤状クリステ類 Discicristata - ミトコンドリアに盤状のクリステがある。
    - ヘテロロボサ Heterolobosea - 大部分が鞭毛虫になったりアメーバ状になったりする。
      - Pharyngomonadidae
      - Tetramitia - ネグレリア Naegleria など。

    - ユーグレノゾア Euglenozoa - 重要な寄生虫がいる。
      - ユーグレナ類 Euglenida
        - Heteronematina - 側系統。
        - ユーグレナ藻 Euglenophyceae - 葉緑体を持つものが多い。
          - ラパザ Rapaza
          - Eutreptiales
          - Euglenea
            - ウチワヒゲムシ科 Phacaceae
            - ミドリムシ科 Euglenaceae

        - Aphagea

      - ディプロネマ類 Diplonemea
      - Symbiontida
      - キネトプラスト類 Kinetoplastea
        - Prokinetoplastina
        - Metakinetoplastina
          - Neobodonida
          - Parabodonida
          - Eubodonida
          - トリパノソーマ類 Trypanosomatida

  - ツクバモナス Tsukubamonas